# A brutalista
A brutalista (eredeti cím: The Brutalist) 2024-ben bemutatott amerikai–brit–magyar koprodukcióban készült történelmi filmdráma, amelyet Brady Corbet rendezett, Mona Fastvolddal közösen írt forgatókönyv alapján. Főbb szerepeiben Adrien Brody, Felicity Jones, Guy Pearce, Joe Alwyn, Raffey Cassidy és Alessandro Nivola látható.
A három évtizedet átölelő filmeposz egy fiktív magyar származású építész történetét és egy monumentális építészeti alkotás létrejöttét állítja a középpontba, s az építészet lenyűgöző képeit elénk tárva mesterien mutatja be, mi teszi az építészetet művészetté, s hogy a tervezés által miként beszélhetünk önmagunkról, a világról és az emberek közötti kapcsolatokról. A fikciós történetet részben Breuer Marcell és Moholy-Nagy László magyar építészek munkássága ihlette.
A film világpremierjére 2024. szeptember 1-jén a 81. Velencei Nemzetközi Filmfesztiválon került sor, ahol amellett, hogy Corbet elnyerte a legjobb rendezésért járó Ezüst Oroszlánt, a film további négy elismerést kapott, köztük a nemzetközi kritikusok díját. 2025-ben hét jelölést kapott Golden Globe-díjra, melyből hármat megnyert.
Az Amerikai Egyesült Államokban az A24 kezdte forgalmazni 2024. december 20-án, az Egyesült Királyságban pedig a Universal Pictures és a Focus Features gondozásában jelent meg 2025. január 24-én. Magyarországon 2025. január 23-én került a filmszínházakba az UIP-Dunafilm forgalmazásában.

## Rövid történet
A második világháború után Tóth László, a nagyívű víziókkal megáldott magyar származású zsidó építész, aki a dessaui Bauhausban tanult, elhagyja a lerombolt Budapestet, a koncentrációs tábort ugyancsak túlélt, de megrokkant feleségével, Erzsébettel és az elszenvedett traumától megnémult unokahúgával, Zsófiával Amerikába emigrál, hogy ott próbáljon gyökeret ereszteni, s eredeti szakmájánál maradva tehetségével és szorgalmával megvalósítsa az „amerikai álmot”. Számos megpróbáltatás közepette alulról kezdi felküzdeni magát Pennsylvaniában, ahol egy gazdag és befolyásos gyáros, Harrison Lee Van Buren felismeri építészi tehetségét és egy nagyszabású projekttel bízza meg. Csakhogy az így megszerzett hatalomért és az örökségért nagy árat kell fizetnie…

## Cselekménye
1. rész – Az érkezés rejtélye, 1947–1952
Tóth László magyar zsidó építész, holokauszt-túlélő feleségétől és árván maradt unokahúgától erőszakkal elszakítva Amerikába emigrál. Az egykori brutalista építész unokatestvére, Attila családjánál lakik Philadelphiában amíg munkát keres.
1947-ben László unokatestvére bútorüzletében segédkezik. Harry Lee megbízza őket az üzleti úton levő apja, Harrison Lee Van Buren gazdag iparos dolgozószobájának és könyvtárának felújításával. Harrison azonban korán hazaér, feldühödik a munkálatok miatt, és fizetés nélkül kirúgja a férfiakat. Ezt követően Attila arra kéri Lászlót, hogy hagyja el otthonukat, részben kirúgásukra hivatkozva, részben pedig arra, hogy felesége, Audrey szerint László közeledett hozzá.
1950-ben az addigra heroinfogyasztó László egy templom jótékonysági házában lakik egy szegény afroamerikai férfival, Gordonnal, aki kisfia felneveléséért küzd és akivel László nem sokkal bevándorlása után barátkozott össze. Egy nap megjelenik Lászlónál Harrison, és elmondja neki, hogy az építésztársadalom dicsérte a modern felújítást. Kifizeti Lászlónak a tartozását, amit a férfiak heroinra költenek.
Harrison meghívja Lászlót egy tiszteletére rendezett estélyre, ahol kiderül, a magyar férfi elismert építész volt Európában. Megtudva, hogy László monumentális örökséget kíván hagyni az utókorra, Harrison megbízza őt egy, néhai édesanyja előtt tisztelgő nagyszabású projekttel: egy könyvtárból, színházból, tornacsarnokból és kápolnából álló közösségi komplexum építésével. A munka azonnal megkezdődik, László a helyszínen él és dolgozik. Gordont is alkalmazza; ekkorra már mindketten teljesen heroinfüggők. Az építész szolgálataiért Harrison ügyvédje felgyorsítja László feleségének és unokahúgának Amerikába való bevándorlását.
2. rész – A szépség kemény magja, 1953–1960
1953-ban László végre fogadhatja feleségét és unokahúgát a vasútállomáson, ahol megtudja, hogy a háborús szenvedéseik miatt Erzsébet csontritkulásban szenved, s emiatt tolószékbe kényszerült, Zsófia pedig elnémult. Az építkezésen László összetűzésbe kerül a Harrison által felkért építőkkel, mert eltérnek a tervektől. Harry viszont letorkolja, s csak „megtűrt valakinek” nevezi a grandiózus álmokat dédelgető Lászlót. Ráadásul szexuális célzásokat tesz Zsófiával kapcsolatban, akit László arra kér, hogy kerülje a férfit. Miután az építési anyagokat szállító vonat kisiklik és két vasúti dolgozó súlyosan megsérül, a várható ügyvédi költségek, valamint az anyagszállítás megdrágulása miatt a feldühödött Harrison felhagy az építkezéssel, és Lászlóval együtt mindenkit elbocsát.
Évekkel később László egy New York-i építészirodánál dolgozik, ahol Erzsébettel nagyvárosi életet élnek. A már nem néma Zsófia gyermeket vár újdonsült zsidó férjétől. Bejelenti, hogy az akkor újonnan alapított Izrael Államba, Jeruzsálembe költöznek. Egy nap Harrison felveszi a kapcsolatot Lászlóval, hogy kevésbé grandiózusan ugyan, de folytatni kívánja az építkezést.
Az épület befejezéséhez szükséges burkolóanyag beszerzése érdekében László felveszi a kapcsolatot régi olasz barátjával, Orazióval, akinek antifasiszta milíciája vette át az irányítást egy carrarai kőbánya felett. Megveszik a márványt, de hazatérésük előtti este – kihasználva testi erőfölényét – Harrison erőszakot követ el Lászlón, és becsmérli őt. Az építkezésre visszatérve a traumatizált és szorongó László egyre jobban szétesik, szétszórt, kiszámíthatatlan és agresszív lesz, végül kirúgja Gordont is. Miután László kis híján megöli Erzsébetet azzal, hogy heroinnal próbálja csillapítani a csontritkulás miatti fájdalmát, a nő azt javasolja, költözzenek Jeruzsálembe Zsófia családjához, amibe a férfi beleegyezik.
Egy este Erzsébet meglátogatja Harrisont az otthonában, ahol családja és barátai előtt erőszaktevőnek nevezi. Erre Harry rátámad, erőszakkal kirángatja a házból, miközben a megriadt vendégek hazaindulnak. Harrison eltűnik a közösségi központban; családja hiába kutatja át az egész birtokot, többé nem találják.
Epilógus – Az első építészeti biennálé
Meghal Erzsébet. 1980-ban retrospektív kiállítást rendeznek az első velencei építészeti biennálé keretében, amelyen tisztelegnek László munkássága előtt, beleértve az egy évtizedes kihagyás után végre elkészült közösségi komplexumot is. Az immár felnőtt Zsófia, tinédzser lánya és az idős László kíséretében beszédet mond, amelyben bemutatja, hogyan inspirálták László munkáit – köztük a kulturális központot – a holokauszttal kapcsolatos élményei. Egy Lászlótól származó gondolattal zárja mondandóját: „Bármit is próbálnak a többiek eladni nektek, ez a cél, nem az utazás”.

(Ez a szakasz részben vagy egészben az The Brutalist című angol Wikipédia-szócikk Plot című fejezete ezen változatának fordításán alapul.  Az eredeti cikk szerkesztőit annak laptörténete sorolja fel. Ez a jelzés csupán a megfogalmazás eredetét és a szerzői jogokat jelzi, nem szolgál a cikkben szereplő információk forrásmegjelöléseként.)

## Szereplők
| Szerep                                            | Színész           | Magyar hang         |
| ------------------------------------------------- | ----------------- | ------------------- |
| László Tóth                                       | Adrien Brody      | Viczián Ottó        |
| Erzsébet, László felesége                         | Felicity Jones    | Gáspár Kata         |
| Harrison Lee Van Buren iparmágnás                 | Guy Pearce        | Széles Tamás        |
| Harry Lee Van Buren, Harrison fia                 | Joe Alwyn         |                     |
| Zsófia (tizenéves), László néma, árva unokahúga   | Raffey Cassidy    |                     |
| Zsófia (felnőtt)                                  | Ariane Labed      | Hámori Eszter       |
| Maggie Van Buren, Harry ikertestvére              | Stacy Martin      | Mikecz Estilla      |
| Attila, László bútorbolt-tulajdonos unokatestvére | Alessandro Nivola | Rajkai Zoltán       |
| Audrey, Attila felesége                           | Emma Laird        | Nemes Takách Kata   |
| Gordon, László barátja                            | Isaach de Bankolé | Papucsek Vilmos     |
| Jim Simpson                                       | Michael Epp       | Géczi Zoltán        |
| Leslie Woodrow                                    | Jonathan Hyde     | Varga T. József     |
| Michelle Hoffman                                  | Maria Sand        | Bertalan Ágnes      |
| Orazio, László carrarai barátja                   | Salvatore Sansone | Petridisz Hrisztosz |
| Binyamin, Zsófia barátja                          | Vilmányi Benett   | Vilmányi Benett     |

A filmben több magyar színész kapott epizódszerepet, köztük Orbán Levente, Deutsch Péter, Szőke Abigél, Borgula András, Mészöly Anna, Hermányi Mariann, Páll Zsolt, Linka Péter, Puskás Dávid, Winkler Laurent, Fátyol Hermina és Sztarenki Dóra.

## Gyártás

### Alapötlet és fejlesztés
A filmet az amerikai Brady Corbet rendezte. Az eredeti forgatókönyvet házastársával, a norvég Mona Fastvold forgatókönyvíró-rendezővel közösen írta. A korábban ténylegesen színész Corbetnek a 2015-ös Egy vezér gyermekkora történelmi filmdráma és a 2018-as Vox Lux zenés film után A brutalista a harmadik nagyjátékfilm-rendezése. Fastvolddal dolgozott már együtt a Vox Lux forgatókönyvén, valamint az Otthon készült (Homemade) televíziós sorozat egyik epizódjának írásakor.
A film alapötletét a 2023 augusztusában elhunyt francia Jean-Louis Cohen Architecture in Uniform című könyve adta, amely az építészet és a második világháború traumája közötti kapcsolatra fókuszál. A rendező személyesen ismerte a szerzőt, akitől tanácsokat is kért. Arra a kérdésére, hogy tud-e példát mondani valakiről, aki a második világháború ingoványában ragadt, majd képes volt sikeresen újjáépíteni az életét Amerikában, Cohen nemmel válaszolt. Mivel a rendező szerint „A brutalista a trauma fizikai megnyilvánulásáról szól a 20. században”, kénytelen volt fiktív történetet írni. Alkotása egy fantasy film lett, amelyet azoknak a művészeknek szentelt, akik soha nem tudták megvalósítani elképzeléseiket. A Bauhausban képzett, USA-ba emigrált főhős eposzi életrajza fiktív. Személyiségébe azonban több valós építész Breuer Marcell, Paul Rudolph, Ludwig Mies van der Rohe, Moholy-Nagy László és Papp László alakját ötvözték. A filmben Tóth bútortervei közül több is erősen emlékeztet Breuer munkásságára, köztük a híres Cesca székre. Noha Corbet nem nyilatkozott  a témáról, feltételezik, hogy a főhős a nevét a magyar származású ausztrál geológusról, Tóth Lászlóról kapta, aki arról lett ismert, hogy 1972-ben pünkösdkor egy kalapáccsal megpróbálta elpusztítani Michelangelo Pietàját.
A Protagonist Pictures a 2020-as Torontói Nemzetközi Filmfesztiválon bemutatta a projektet a vásárlóknak azzal, hogy a film Pennsylvaniában játszódik, és angol, jiddis, magyar és olasz nyelven forgatják.
2020. szeptember 2-án a Deadline Hollywood megjelentette, hogy Joel Edgertont és Marion Cotillard-t választották a film főszerepeire (Tóth László és felesége Erzsébet), továbbá Mark Rylance alakítja László titokzatos megbízóját. Az akkor még ismeretlen szerepekben Sebastian Stan, Vanessa Kirby, Isaach de Bankolé, Alessandro Nivola, Raffey Cassidy és Stacy Martin jött szóba. Corbet úgy jellemezte A brutalistát, mint „a legmerészebb és legeredményesebb látnokok, őseink diadalát ünneplő filmet”, a projektet pedig, mint amely eddig a szívéhez és családtörténetéhez a legközelebb áll. A 2023. április 11-i tájékoztató szerint a szereplőgárdában jelentős változás történt: Adrien Brody, Felicity Jones, Guy Pearce, Joe Alwyn, Jonathan Hyde, Emma Laird és Peter Polycarpou szerepel majd a filmben, míg Edgerton, Cotillard, Rylance, Stan és Kirby nem.
A főszereplő brutalista építészt alakító Adrien Brody Roman Polański A zongorista című filmdrámájának főszerepében már alakított holokauszt-túlélőt, és 2003-ban a legjobb színésznek járó Oscar-díjat is elnyerte a lengyel zsidó Władysław Szpilman alakjának megformálásáért. Brody az általa alakított karakterrel kapcsolatban többször is emlékeztetett a családjában megélt párhuzamokra: édesanyjának, Sylvia Plachy fotóművésznek hasonló élményben volt része. Ő is magyar bevándorló, aki az 1956-os forradalom idején menekült el Magyarországról és érkezett az Egyesült Államokba, hogy ott – Lászlóhoz hasonlóan – újraépítse életét, és mindent megtett, hogy megvalósítsa álmát és művész legyen.
A film koprodukciójában az amerikai Andrew Lauren Productions és a Yellow Bear, valamint az Egyesült Királyság Brookstreet és Intake Films, továbbá a magyar Proton Cinema vett részt, és a Brookstreet UK, Yellow Bear, Lip Sync Productions, Richmond Pictures, Meyohas Studio, Carte Blanche, Cofiloisirs és Parable Média finanszírozta. A CAA Media Finance az Egyesült Államokban, a Protagonist Pictures pedig a nemzetközi értékesítésekkel foglalkozik. Később a Focus Features szerezte meg a film nemzetközi forgalmazási jogait.
2023. március 9-én jelentették be, hogy Lol Crawley lesz a film operatőre, Kate Forbes a jelmeztervezője, és Jancsó Dávid a vágója. Jancsót azért választotta a rendező, mert nem sokkal korábban olyan sikeres alkotásokon dolgozott, mint Mundruczó Kornél Pieces of a Woman és Dev Patel A Majomember című filmje. Korábban Fastvold is dolgozott már vele. Jancsónak sikerült magával ragadó folyammá fűznie a szerteágazó történetet, amelyhez a történelmi kontextusnak megfelelő archív anyagokat is felhasznált.
Egy hónappal később közölték, hogy a produkció a filmzenét Daniel Blumberg komponálta, látványtervezője pedig Judy Becker. A filmben látható építészeti alkotások Becker fiktív tervei, nem pedig egy létező építész művei. Tóth László stílusának megformálásához a korszak három ikonikus építészétől vett mintákat, a legfontosabb tényező azonban az volt, hogy a komplexum tükrözze az építész háború és holokauszt utáni traumáját. Beckernek olyan tervet kellett készítenie, amely nemcsak hitelesen brutalistának néz ki (nem dekoratív, nagy beton- és acéltömbök, a forma helyett a funkción a hangsúly stb.), hanem olyasmire is hasonlít, amit ez a Bauhaus-képzett építész a való életben is kitalálhatott. Széles téglalap alakú formájával a film VistaVision formátuma is a brutalizmus lényegét hangsúlyozza.
A filmet a 2019-ben elhunyt Scott Walker zeneszerzőnek ajánlották, aki Corbet korábbi filmjeinek zenéjét komponálta.

### A forgatás
A forgatást a tervek szerint 2021 januárjában kezdték volna meg Lengyelországban. A koronavírus-járvány miatt azonban többször is halasztani kellett. Végül a felvételeket 2023. március 16-án Budapesten kezdték el, 2023. április végén költöztek át Toszkánába, Carrara településre, és 2023. május 5-én fejezték be.

## Fogadtatás

### Kritikai fogadtatás
A filmekkel kapcsolatos kritikákat, információkat, híreket gyűjtő Rotten Tomatoes a 204 filmkritikus értékelésének 93 %-a pozitív, átlagosan 8,8/10. A weboldal konszenzusa így hangzik: „Brady Corbet író-rendező A Brutalista című, szerkezetileg gyönyörű és Adrien Brody lélekkel teli előadásával átszőtt filmje hatalmas tisztelgés a bevándorlók élménye előtt.” A súlyozott átlagot használó Metacritic a filmet 49 kritika alapján 100-ból 89 pontra értékeli, ami „egyetemleges elismerést” jelez.
A filmet ötcsillagos kritikával értékelte a The Guardian munkatársa, Peter Bradshaw filmkritikus, aki „elképesztő és magával ragadó eposznak” nevezte. Így folytatta: „A brutalista nyilvánvalóan átvesz valamit Ayn Randtól, de Bernard Malamudtól és Saul Bellow-tól is, amikor az amerikai bevándorlók kalandját és a siker ígéretét ábrázolja – de lehet, hogy Corbet és Fastvold gyorsabban és sokkal messzebbre megy a szédítően érzéki és szexuális életet illetően”. Bradshaw így foglalta össze: „Ez egy felvillanyozó alkotás Lol Crawley lenyűgöző operatőri munkájával, és Judy Becker nagyszerűen látványterveivel. Könnyedén és eufórikusan léptem ki ebből a filmből, szédültem a fejforgatástól annak végtelen hatalmasságában.” A Vogue kritikája szerint az operatőri munka, a filmzene, a jelmezek és a látványtervezés „pazar”, „lenyűgözően stílusos”, és „elképesztően ambíciózus”. Néhány kritikus „lehúzza” a filmet, köztük Adam Nayman (The Ringer), és Richard Brody (The New Yorker), aki főleg sekélyességét bírálva a következőket írta: „Brady Corbet eposza súlyos témákat vet fel, de nem képes átitatni karaktereit élettel.”
Az Amerikai Egyesült Államok leghíresebb közszolgálati rádiója, a National Public Radio (NPR) a filmet a 2024-es év legjobb filmjei és tévéműsorai közé sorolta, Bob Mondello kritikus pedig azt írta, hogy A brutalista „gyönyörű, gondolati síkon lenyűgöző, és az amerikai álom alapjainak repedései miatt vadságában szédítő.”  A RogerEbert.com szerkesztői A brutalistát „Roger Ebert tíz legjobb 2024-es filmje” között az első helyre sorolták, mely súlyozott értéket az oldal íróinak Borda-száma határoz meg. Számos amerikai filmkészítő, köztük Oliver Stone, Drew Goddard, Matt Johnson, Karyn Kusama, David Lowery, Lance Oppenheim, Paul Schrader és Malcolm Washington is kedvenc 2024-es filmjeik közé sorolták.

### Fontosabb díjak, elismerések
A brutalista a 81. Velencei Nemzetközi Filmfesztiválon mutatkozott be, ahol Corbet elnyerte a legjobb rendezésért járó Ezüst Oroszlánt, és a film további négy elismerésben részesült, köztük a nemzetközi kritikusok díjában. 2025-ben hét jelölést kapott Golden Globe-díjra, melyből hármat megnyert. Tíz kategóriában jelölték Oscar-díjra, ugyancsak tízben Satellite-díjra és kilenc kategóriában BAFTA-díjra, mely utóbbiból négyet megnyert.

## Fordítás
- Ez a szócikk részben vagy egészben  a   The Brutalist című angol Wikipédia-szócikk ezen változatának fordításán alapul.  Az eredeti cikk szerkesztőit annak laptörténete sorolja fel. Ez a jelzés csupán a megfogalmazás eredetét és a szerzői jogokat jelzi, nem szolgál a cikkben szereplő információk forrásmegjelöléseként.